# Hans Hauschulz
Hans Hauschulz (* 1. Dezember 1912 in Unterpörlitz bei Ilmenau; † 9. Juli 1951 in Magdeburg) war ein deutscher Politiker und Funktionär der Sozialistischen Einheitspartei Deutschlands (SED).

## Leben
Hauschulz absolvierte die Volksschule in Burg und lernte von 1927 bis 1931 Schriftsetzer. Er trat dem Kommunistischen Jugendverband Deutschlands (KJVD) bei und war in Magdeburg-Südost Gruppenleiter des Verbands. 1932 wurde er Mitglied der Kommunistischen Partei Deutschlands (KPD). 1933 wurde er Ortsgruppenführer der „Roten Hilfe“. 
Nach der Machtergreifung der Nationalsozialisten engagierte er sich illegal für die KPD. Im Zusammenhang mit dem Vertrieb illegaler Schriften (Tribüne, Junge Garde, Roter Pfeffer) in Burg und Magdeburg wurde auch Hauschulz verhaftet. Er kam in Untersuchungshaft zunächst nach Magdeburg, dann nach Berlin. Die Untersuchungshaft dauerte vom 8. August 1934 bis 6. Juli 1935. Hauschulz wurde wegen Hochverrats zu zwei Jahren Haft verurteilt. Am 6. Juli 1937 wurde er aus der Haft entlassen. Am 1. November 1942 erfolgte die Einberufung zum Militärdienst im Strafbataillon 999. Er geriet in Afrika in Kriegsgefangenschaft, aus der er Anfang 1947 entlassen wurde.
Hauschulz kehrte nach Magdeburg zurück und wurde am 12. Februar 1947 Mitglied der Sozialistischen Einheitspartei Deutschlands (SED). Hier war er ab März 1947 in der Abteilung Schulung und Werbung des Kreisvorstandes der SED tätig und maßgeblich für die politisch-ideologische Schulung der Parteimitglieder verantwortlich. Der 1947 als Verfolgter des Naziregimes anerkannte Hauschulz übernahm am 11. Mai 1948 die Leitung der Kreisparteischule. Am 17. Juni 1949 wurde er Sekretär der Abteilung Schulung und Werbung. Gemeinsam mit Olga Scheufler übernahm er 1949 auch die Personalabteilung des Kreisvorstandes und wurde kurze Zeit später Leiter der Personalabteilung. Darüber hinaus war er Mitglied des Kreissekretariats. Vom 3. Oktober 1949 bis zu seinem Tod war er Leiter der Parteikontrollkommission (PKK).
Als Leiter der PKK oblag es ihm, das parteikonforme Verhalten der Parteimitglieder zu sichern, zu untersuchen und zu überwachen. In dieser Zeit kam es in der SED zu ideologische „Säuberungs“aktionen, die sich insbesondere gegen Personen mit sozialdemokratischer Gesinnung richteten. In der Amtszeit von Hauschulz wurden mehrere Personen, so Erich Koß und Rudolf Eberhard, verhaftet. Koß und Eberhard wurden jeweils zu fünf Jahren Zuchthaus und Vermögensentzug wegen Sabotage verurteilt. Mitursächlich für die Verhaftungen soll auch der damalige Magdeburger Bürgermeister Walter Kaßner gewesen sein.

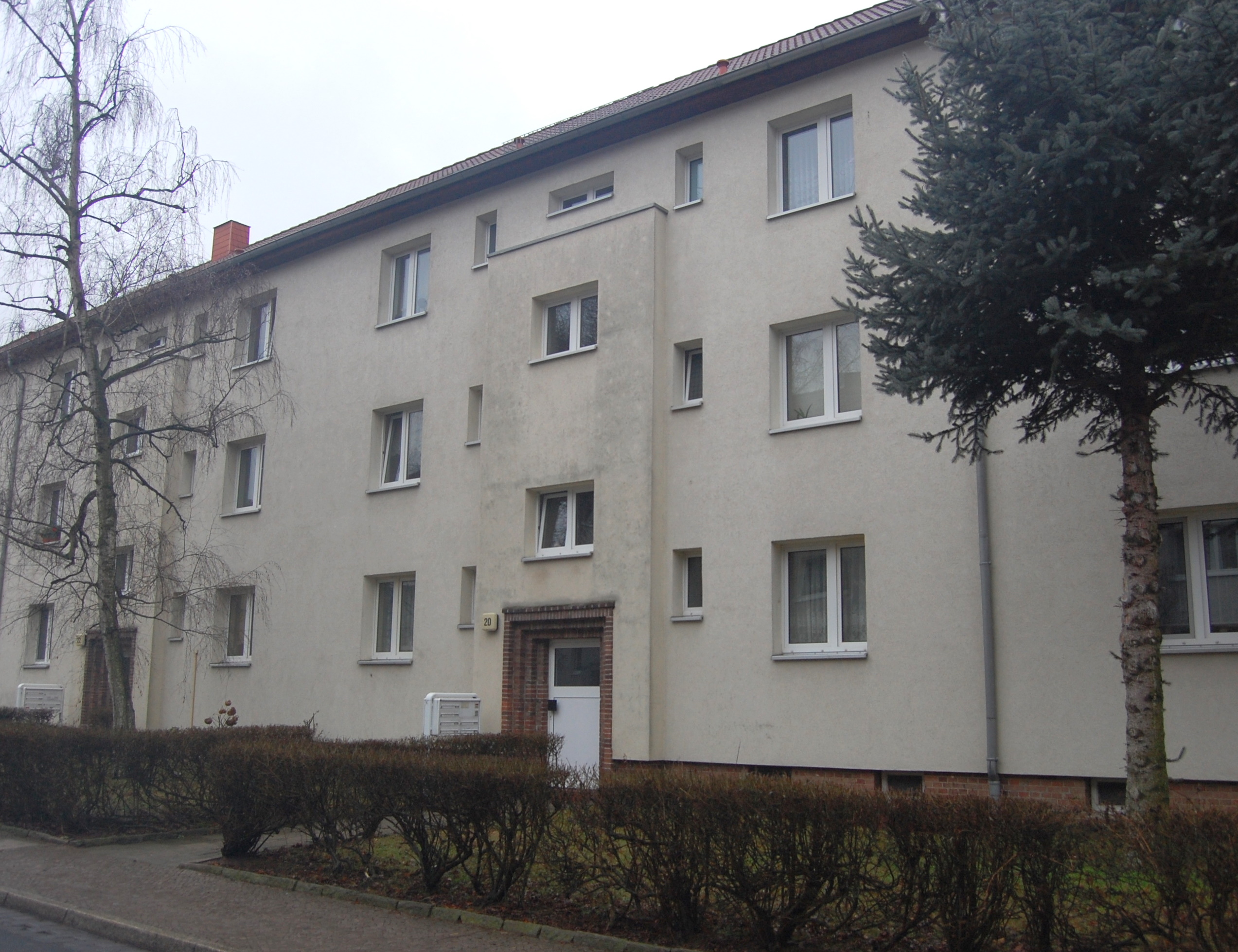
Eggersdorfer Straße 20, 2011

Er lebte zumindest in der Zeit um 1950 in der Eggersdorfer Straße 20 in Fermersleben.

## Ehrung
In der Stadt Magdeburg war in der DDR-Zeit eine Straße (Hans-Hauschulz-Straße) nach Hauschulz benannt. Am 9. Januar 2003 erfolgte jedoch eine Umbenennung.

## Quelle
- Drucksache der Landeshauptstadt Magdeburg aus dem Jahr 2002 zur Umbenennung der Hans-Hauschulz-Straße